# Villogorgia arbuscula
Villogorgia arbuscula is een zachte koraalsoort uit de familie Plexauridae. De koraalsoort komt uit het geslacht Villogorgia. Villogorgia arbuscula werd in 1889 voor het eerst wetenschappelijk beschreven door Gray. 